# خالد صلاح
خالد صلاح هو كاتب صحفي وإعلامي مصري من مواليد 10 مايو عام 1969 بالدقهلية، وعاش طفولته وشبابه بحي إمبابة بالجيزة، تخرج من قسم الصحافة بكلية الإعلام في جامعة القاهرة عام 1993 وكان يشغل منصب رئيس تحرير جريدة اليوم السابع، ويشغل حاليا منصب مساعد لرئيس مجلس إدارة الشركة لقطاع الصحف والمواقع الإلكترونية.

## سيرته
بدأ «صلاح» حياته المهنية كصحفي في جريدة العربي المصرية عام 1993م، ثم عمل كباحث سياسي في مركز الأهرام للدراسات السياسية والإستراتيجية، كما شغل العديد من المناصب المتميزة حيث تولى منصب مدير الأخبار في شركة فيديو كايروسات للإنتاج التليفزيوني والبرامج، ورئيس قسم السياسة والشئون العربية في مجلة الأهرام العربي.
كتب الصحفي «خالد صلاح» الكثير من المقالات في بعض الصحف المصرية حيث كان يكتب عاموداً ثابتاً ثلاثة أيام أسبوعيا بعنوان «يوم ويوم» بالتناوب مع الكاتب الصحفي خيري رمضان، حتى اتسعت شعبيته مع رئاسته لتحرير جريدة اليوم السابع وموقعها الإلكتروني الذي يكتب بها زاوية يومية بعنوان «كلمة واحدة».

## التقديم التلفزيوني
إلى جانب الصحافة المكتوبة قدم الصحفي المصري العديد من البرامج التليفزيونية منها برنامج إخباري يومي بعنوان «محاور» على قناة المحور عام 2002، وبرنامج بعنوان «بلدنا» على قناة OTV الفضائية مع الإعلامية مي الشربيني. ثم برنامج «الأسئلة السبعة» علي شبكة تليفزيون النهار.. وأخيرا يقدم برنامج «على هوى مصر» من الأحد إلى الأربعاء علي شبكة تليفزيون النهار.
كما شارك أيضاَ في تقديم فقرة الصحافة في برنامج القاهرة اليوم، وكضيف دائم في الفقرة السياسية لبرنامج (مساءك) على قناة أو تي في.
بالإضافة إلى ذلك فهو عضو في معهد سالزبورج في النمسا، وفي المعهد المصري للشباب والتكنولوجيا، وفي مجلس إدارة المنظمة المصرية الأوروبية.

## وصلات خارجية
- خالد صلاح على موقع IMDb (الإنجليزية)
- خالد صلاح على موقع قاعدة بيانات الأفلام العربية